# Josué Casimir
Josué Casimir (Baie-Mahault, 22 luglio 1999) è un calciatore francese, attaccante del Le Havre. Dal 1 luglio 2025 giocherà nell'Auxerre.

## Biografia
È fratello di Stevenson Casimir, anche lui calciatore.

## Carriera

### Club
Casimir è nato a Baie-Mahault in Guadalupa e possiede nazionalità francese ed haitiana.
Ha fatto il suo debutto professionistico con il Le Havre il 24 ottobre 2020 nella vittoria per 1-0 in Ligue 2 contro il Dunkerque.

### Nazionale
Ha giocato con la Guadalupa Under-20 nelle qualificazioni per il Campionato CONCACAF 2020 di categoria, segnando tre gol in altrettante partite.

## Statistiche

### Presenze e reti nei club
Statistiche aggiornate al 24 settembre 2023.
| Stagione        | Squadra         | Campionato      | Campionato | Campionato | Coppe nazionali | Coppe nazionali | Coppe nazionali | Coppe continentali | Coppe continentali | Coppe continentali | Altre coppe | Altre coppe | Altre coppe | Totale | Totale | Totale |
| Stagione        | Squadra         | Comp            | Pres       | Reti       | Comp            | Pres            | Reti            | Comp               | Pres               | Reti               | Comp        | Pres        | Reti        | Pres   | Reti   |        |
| --------------- | --------------- | --------------- | ---------- | ---------- | --------------- | --------------- | --------------- | ------------------ | ------------------ | ------------------ | ----------- | ----------- | ----------- | ------ | ------ | ------ |
| 2017-2018       | Le Havre 2      | N2              | 5          | 0          |                 | -               | -               |                    | -                  | -                  |             | -           | -           | 5      | 0      |        |
| 2018-2019       | Le Havre 2      | N2              | 15         | 0          |                 | -               | -               |                    | -                  | -                  |             | -           | -           | 15     | 0      |        |
| 2019-2020       | Le Havre 2      | N3              | 11         | 1          |                 | -               | -               |                    | -                  | -                  |             | -           | -           | 11     | 1      |        |
| 2020-2021       | Le Havre 2      | N3              | 4          | 2          |                 | -               | -               |                    | -                  | -                  |             | -           | -           | 4      | 2      |        |
| 2021-2022       | Le Havre 2      | N3              | 17         | 4          |                 | -               | -               |                    | -                  | -                  |             | -           | -           | 17     | 4      |        |
| 2020-2021       | Le Havre        | L2              | 5          | 0          | CF              | 1               | 0               |                    | -                  | -                  |             | -           | -           | 6      | 0      |        |
| 2021-2022       | Le Havre        | L2              | 2          | 0          | CF              | 1               | 0               |                    | -                  | -                  |             | -           | -           | 3      | 0      |        |
| 2022-2023       | Le Havre        | L2              | 34         | 2          | CF              | 1               | 0               |                    | -                  | -                  |             | -           | -           | 35     | 2      |        |
| 2023-2024       | Le Havre        | L1              | 4          | 0          | CF              | 0               | 0               |                    | -                  | -                  |             | -           | -           | 4      | 0      |        |
| Totale carriera | Totale carriera | Totale carriera | 97         | 9          |                 | 3               | 0               |                    | -                  | -                  |             | -           | -           | 100    | 9      |        |

## Palmarès

### Club

#### Competizioni nazionali
- Campionato francese di seconda divisione: 1

Le Havre: 2022-2023